# Crossoglossa neirynckiana
Crossoglossa neirynckiana är en orkidéart som beskrevs av Dariusz Lucjan Szlachetko och Marg.. Crossoglossa neirynckiana ingår i släktet Crossoglossa, och familjen orkidéer.
Artens utbredningsområde är Ecuador. Inga underarter finns listade i Catalogue of Life.